# کتاب حکمت

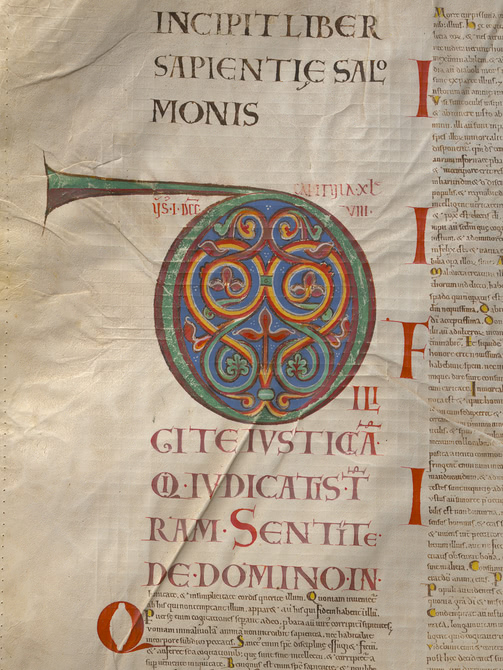
کتاب حکمت

کتاب حکمت (به انگلیسی: Book of Wisdom) (یا حکمت سلیمان، حکمت، کتاب حکمت سلیمان) یکی از کتب کتاب‌ مقدس آسمانی در مسیحیت کاتولیک و ارتودوکس در بخش عهدقدیم است. یهودیان و بعدها کلیساهای پروتستان این کتاب را جعلی در نظر گرفته و در نتیجه از نظر آنان، این کتاب جزو کتاب مقدس نیست، هرچند مطالعۀ آن را مفید می‌دانند.

این کتاب، به همراه امثال سلیمان، کتاب جامعه، غزل غزل‌های سلیمان، کتاب ایوب، حکمت یشوع بن سیراخ و مزامیر در کتاب هفتادگانی نیز قرار دارد و یکی از هفت کتاب دانایی است.
یوسبیوس قیصری، در کتاب "تاریخ کلیسا" چنین می نویسد که اسقف «ملیتو سارد» این کتاب را در قرن دوم بعد از میلاد مسیح به عنوان بخشی از عهد عتیق به حساب آورد، بدون آنکه لزوماً آن را یک کتاب وحیانی بداند.

اعتقاد مردم بر این است که این کتاب به زبان یونانی نوشته شده است، اما سبک و الگوی شعر آن مشابه زبان عبری است و همچنین اگرچه به نام نویسنده در هیچ جای در متن اشاره نشده، به‌طور سنتی اعتقاد بر این می‌باشد که این کتاب یکی از آثار سلیمان است.